# Pay No Mind (Snoozer)
Pay No Mind (Snoozer) är en låt av den amerikanske musikern Beck. Låten släpptes som den andra singeln från albumet Mellow Gold.
Låten har spelats live av Beck 122 gånger. Den senaste gången dock som den var spelad var i september år 2015. 